# Stigmatomma luzonicum
Stigmatomma luzonicum es una especie de hormiga del género Stigmatomma, familia Formicidae. Fue descrita científicamente por Wheeler & Chapman en 1925.
Se distribuye por Indonesia y Filipinas. Se ha encontrado a elevaciones de hasta 1780 metros. Vive en sotobosques de abacá (Musa textilis).